# Anatole koebeli
Anatole koebeli är en fjärilsart som beskrevs av Gunder 1927. Anatole koebeli ingår i släktet Anatole och familjen Riodinidae. Inga underarter finns listade i Catalogue of Life.